# Keep Yourself Alive
"Keep Yourself Alive" er en sang af den engelske rock-gruppe Queen. Sangen, der er skrevet af guitaristen Brian May, er åbningssangen på bandets debutalbum Queen fra 1973. Den blev udgivet som Queens første single sammen med "Son and Daughter" som b-side. "Keep Yourself Alive" blev mestendels ignoreret da den blev udgivet, og den opnåede aldrig en hitlisteplacering på nogen siden af Atlanten.
I 2008 rangerede Rolling Stone sangen som nummer 31 på deres liste over "De 100 bedste guitarsange nogensinde".

## Skriveproces og indspilning
Ifølge Mark Hodkinson, forfatter til Queen: De tidlige år, blev "Keep Yourself Alive" opfundet på akustisk guitarer under Queens øvesessioner på Imperial College og i have på Ferry Road i 1970. På det tidspunkt havde Queen endnu ikke fundet en permanent bassist; gruppen bestod af guitaristen Brian May, sanger Freddie Mercury og trommeslager Roger Taylor. I et radioprogram om deres album News of the World fra 1977, sagde May at da han skrev lyrikken, så han den som værende ironisk og ikke alvorlig, men meningen blev fuldstændig ændret da Freddie Mercury sang sangen.
Den første version af "Keep Yourself Alive" blev indspillet i sommeren 1971 i De Lane Lea Studios. Den var produceret af Louie Austin og inkluderede den første intro spillet på Brian Mays Hairfred akustiske guitar. Alle elementerne i sangen var allerede tilstede, inklusiv call-and-respons-vokaler af Freddie Mercury (vers) og i breaket, hvor Roger Taylor sang en linje og Mercury svarede på det. Denne demoversion er stadig Brian May yndlingsudgave af sangen.
Efterfølgende havde de flere forsøg på at "genskabe magien", da de skulle indspille den "rigtige" version i Trident Studios. Den der blev mixet af Mike Stone var den eneste der blev nogenlunde accepteret, og det er den der er udgivet som single. Den inkluderer Freddie Mercury der synger alle harmoni-vokalerne i omkvædet (han multitrackede sig selv) og Brian May der synger "two steps nearer to my grave"-linje i stedet for Mercury (der sang den i live- og tidligere versioner). Denne indspilning gør ikke brug af akustisk guitar; den printet udskrift på EMI Music Publishings Off the Record-papir, har nævnt op til syv forskellige elektrisk guitar-stykker, hvoraf en bruger en prominent phasing-effekt. Det kan også noteres at denne indspilning inkluderer linjen "Come on and get it, get it, get it boy, keep yourself alive, der ikke var med i den originale version.
En tredje version af sangen eksisterer også; den såkaldte "Long-Lost Retake", indspillet i 1975, var oprindeligt intenderet til en amerikansk singleudgivelse og indeholder hvad man nu kan kalde en mere traditionel Queen-lyd, med stram, laginddelt vokal og ekstensivt overdubbet guitar-dele. Men, end korter version end den originale single-version, blev siden udgivet i USA, og "Long Lost-Retake" forblev officielt uudgivet indtil Hollywood Records 1991-remasterede version af bandets album, der kun udkom i USA. I 2011 blev den også udgivet på en to-disc remaster af A Night at the Opera.

## Live-optrædener
Det nyformede Queen tilføjede hurtigt "Keep Yourself Alive" til deres live-set. Mercury sagde at sangen "var en meget god måde at fortælle folk om hvem Queen var i de dage". Nummeret inkluderede en trommesolo af Roger Taylor og en linje sunget/fortalt af ham.
"Keep Yourself Alive" var en del af bandets live-set indtil de tidlige 1980'ere. I turneerne i 1980 og 1981, spillede bandet en improvisationsjam inden starten på sangen og efter trommesoloen, hvor det ville morfe ind i Taylors tympani-trommesolo, efterfulgt af Mays echo-plexede guitar-solo, inden det gik ind i "Brighton Rock"-finalen eller et tromme- og guitar-klimaks, eller indtil til et medley af sange fra Flash Gordon (sangen var "Battle Theme"/"Flash's Theme"/"The Hero"). Bandet ville ikke spille den igen indtil 1984 på "The Works"-turneen som en del af et medley med andre gamle sange (sammen med "Somebody to Love"/"Killer Queen"/"Seven Seas of Rhye"/"Liar").
I liveoptrædener, ville Mercury ofte synge linjen "all you people keep yourself alive" (der kun bliver sunget to gange i studieversionen) i stedet for den mere gengivet linje "it'll take you all your time and a money honey you'll survive".

## Udgivelse og modtagelse
EMI udgav "Keep Yourself Alive" som en single i Storbritannien den 6. juli 1973, en uge før Queen kom i butikkerne. Nogle få måneder senere, den 9. oktober 1973, udgav Elektra Records singlen i USA. Men "Keep Yourself Alive" fik kun meget lidt spilletid i radioen og blev stort set ignoreret på begge sider af Atlanten; den kom ikke på hitlisterne i hverken Storbritannien eller USA. Ifølge Queen-biografen Mark Hodkinson, forsøgte EMI i fem separate tilfælde at sikker sangen spilletid på Britain's Radio 1s playliste, men fik afslag hver gang, angiveligt fordi sangen "var for lang tid om at komme i gang". "Keep Yourself Alive" er stadig den eneste Queen-single der ikke har været på hitlisten i Storbritannien.
Single modtog blandede anmeldelser fra den britiske musikpresse. New Musical Express roste den "flot indspillede" sang, lige som den "gode sanger" og sagde at vist Queen "så halvt så godt ud, som de lød, kunne de blive store". Anmelderen fra Melody Maker følte at Queen "lavede en imponerende debut med en stort phaset guitar-intro og energisk vokale angreb"; men han følte at sangen var uoriginal og sikkert ikke blev et hit. På den anden side mente Discs anmelder af singlen ville klare sig godt. Anmeldelsen roste "Keep Yourself Alive"s trommesolo, lige dens "attraktivt stylte, svagt Jimi Hendrix-agtige hoved-riff". South Yorkshire Times bedømte sangen som "god"; avisen forudsagde at "hvis debutlyden fra Queen siger noget om dem, kan de blive meget interessante at lytte til i fremtiden". I hans albumanmeldelse af Queen til Rolling Stone-magazine, hyldede Gordon Fletcher "Keep Yourself Alive" som "en fantastisk træk for jugalaris".
Set retrospekt er "Keep Yourself Alive" citeret som højdepunktet på Queens ellers inkonsistente debutalbum. Stephen Thomas Erlewine fra Allmusic skrev at mens Queen "for ofte... spiller som en gentagelse af ideer, i stedet for kortfattede sange", "er der en undtagelse til reglen, den vilde, hærgende åbner 'Keep Yourself Alive', en af deres aller bedste sange". I 2008 rangerede Rolling Stone sangen som nummer 31 på deres liste over "De 100 bedste guitarsange nogensinde". Magasinet kaldet "Keep Yourself Alive" "Brian Mays redegørelse for formålet: en falangs af overdubbede guitarer der græder i fællesskab, med rytme og tekstur fra over-the-top-effekterne... en helt albums riffer presset ned i en enkelt sang.""

## Sporliste
7" (1973 UK release)
1. "Keep Yourself Alive" (Brian May) – 3:47
2. "Son and Daughter" (May) – 3:21

7" (1975 US reissue)
1. "Keep Yourself Alive" (May) – 3:47
2. "Lily Of The Valley" (Freddie Mercury) – 1:43
3. "God Save The Queen" (trad., arr. by May) – 1:11

## Eksterne links
- Official music video på YouTube
- "Keep Yourself Alive" på Queenpedia